# Ladislau Baró Solà
Ladislau Baró Solà (nascut l'11 de desembre de 1961) és un polític andorrà de Demòcrates per Andorra. Va iniciar la seva trajectòria política com a ministre d'Educació i Cultura del Govern d'Andorra entre el 1990 i el 1991. Baró va participar al procés constituent d'Andorra, com a membre de la comissió legislativa encarregada d'elaborar la Constitució, que va culminar en l'aprovació de la Carta Magna l'any 1993.
Durant aquells anys era conseller general, càrrec que va ostentar fins al 2019 i en diverses legislatures. Entre el 1993 i 1997 va ser president del Grup Parlamentari AND, entre el 2009 i el 2011 va ser president suplent del Grup Parlamentari Reformista, i entre el 2011 i el 2019 va ser president del Grup Parlamentari Demòcrata.
Baró és llicenciat en Història contemporània (UB), en Geografia humana (UB), en Ciències Polítiques i de l'Administració (UAB) i en Dret (UOC). Ha estat professor de Sociologia i Ciència Política durant dotze anys a la UNED i treballa d'advocat.